# Fillmore West
Fillmore West fue una sala de conciertos ubicada en San Francisco, California propiedad del promotor Bill Graham que abrió sus puertas en 1968 y cerró en 1971. Durante su permanencia, la sala fue escenario para artistas y bandas como The Grateful Dead, Carlos Santana y Creedence Clearwater Revival.